# Partido di La Matanza
Il partido di La Matanza è uno dipartimenti (partidos) della provincia argentina di Buenos Aires. Il capoluogo è la città di San Justo. È situato all'interno della conurbazione della Grande Buenos Aires. 

## Storia
Il nome del partido è dovuto ad uno scontro tra le truppe spagnole guidate da Diego de Mendoza, fratello del conquistatore Pedro de Mendoza, e gli indigeni querandíes nel 1536. Nella battaglia, svoltasi lungo un piccolo fiume, vi trovò la morte Mendoza assieme ai 22 soldati che lo accompagnavano. Gli spagnoli per omaggiare la sua figura chiamarono il luogo lugar de la Matanza iniziando così a chiamare quella zona ed il fiume indistintamente come La Matanza o Matanzas.
Durante il XVIII secolo l'area dell'attuale partido era un territorio agricolo carente di popolazione che, a causa della sua grande estensione aveva due sindaci, uno a Morón un altro nei paraggi delle fattorie Altolaguirre e Argibel.
La strada nota come camino de Burgos (Avenida Don Bosco) divise fino al 1784 in due il distretto. Dopo quella data il partido fu ripartito in due: "La Matanza" e "Cañada de Morón".
Nel 1856 fu fondato il centro di San Justo.

## Geografia fisica
Il distretto limita a nord-est con la Ciudad Autónoma de Buenos Aires, a sud-ovest con i partidos di Cañuelas, Marcos Paz ed Ezeiza, a sud-est con i partidos di Lomas de Zamora ed Esteban Echeverría e a nord-est con Marcos Paz, Merlo, Morón e Tres de Febrero.

## Popolazione
La Matanza è il partido più popolato della provincia di Buenos Aires e il secondo più popolato dell'Argentina, essendo superato solo da quello di Córdoba.
Secondo stime INDEC di giugno 2008 la popolazione del partido è di: 1 365 244 abitanti.
| Evoluzione della popolazione del partido de La Matanza secondo diversi censimenti nazionali e variazione in percentuale | 1869  | 1895    | 1914     | 1947     | 1960     | 1970    | 1980    | 1991      | 2001      |
| --- | ----- | ------- | -------- | -------- | -------- | ------- | ------- | --------- | --------- |
| Popolazione | 3.248 | 4.498   | 17.935   | 98.471   | 401.738  | 659.193 | 949.566 | 1.121.298 | 1.255.288 |
| Variazione | -     | +38,48% | +298,73% | +449,04% | +307,97% | +64,08% | +44,04% | +18,08%   | +11,94%   |

## Geografia antropica

### Suddivisioni amministrative
Il partido di La Matanza è composto da 14 località:
| Località              | Popolazione (2001) |
| --------------------- | ------------------ |
| Aldo Bonzi            | 13.410             |
| Ciudad Evita          | 68.650             |
| González Catán        | 165.452            |
| Gregorio de Laferrere | 175.670            |
| Isidro Casanova       | 136.091            |
| La Tablada            | 80.389             |
| Lomas del Mirador     | 52.371             |
| Rafael Castillo       | 103.992            |
| Ramos Mejía           | 98.547             |
| San Justo             | 105.274            |
| Veinte de Junio       | 828                |
| Villa Eduardo Madero  | 75.582             |
| Villa Luzuriaga       | 73.952             |
| Virrey del Pino       | 89.922             |